# Love07情歌集 樂壇獎門人
Love07情歌集 樂壇獎門人為2007年一張中文雜綿專輯，於2007年3月9日在香港發行，所有曲目均廣受香港歡迎，並獲得各大音樂頒獎禮的獎項。亦是LOVE情歌集系列其中之一。VCD及DVD已於2007年4月20日和2007年4月27日出版。

## 曲目
CD1:
1. 愛得太遲 ——古巨基
2. 婚前的女人 ——李克勤
3. 我的生存之道 ——楊千嬅
4. 滄海遺珠 ——謝安琪、劉浩龍
5. 愛你變成恨你 ——吳雨霏
6. 最佳損友 ——陳奕迅
7. 愛與被愛 ——王浩信、梁晴晴
8. 畫意 ——王菀之
9. 愁人節 ——謝安琪
10. 睡美人 ——古巨基
11. 笑忘書 ——張敬軒
12. 大傻 ——楊千嬅
13. 裙下之臣 ——陳奕迅
14. 好兄弟 ——軟硬天師
15. 我著十號 ——李克勤

CD2:
1. 富士山下 ——陳奕迅
2. 情歌 ——側田
3. 一刀兩斷 ——陳慧琳
4. 十分。愛 ——方力申、鄧麗欣
5. 鬥苦 ——陳小春
6. 花灑 ——古巨基
7. Hurt So Bad ——張敬軒
8. 明知做戲 ——吳雨霏
9. 毫無保留 ——陳慧琳
10. 後窗知己 ——謝安琪
11. 滾 ——梁漢文、楊千嬅
12. 大喊包 ——關楚耀、譚詠麟
13. 三生有幸 ——鄭中基
14. 餘震 ——張敬軒
15. 老地方 ——任賢齊

## 所獲獎項
愛得太遲：
- 第二十九屆十大中文金曲頒獎音樂會 ——十大中文金曲
- 第二十九屆十大中文金曲頒獎音樂會 ——全球華人至尊金曲獎
- 2006年度十大勁歌金曲 ——十大勁歌金曲
- 2006年度十大勁歌金曲 ——最受歡迎廣告歌曲大獎（銀獎）
- 2006年度十大勁歌金曲 ——最佳作曲
- 2006年度十大勁歌金曲 ——最佳填詞
- 2006年度十大勁歌金曲 ——最佳歌曲監製
- 2006年度十大勁歌金曲 ——金曲金獎
- 2006年度叱吒樂壇流行榜頒獎典禮 ——叱吒樂壇至尊歌曲大獎
- 2006年度叱吒樂壇流行榜頒獎典禮 ——叱吒樂壇我最喜愛的歌曲
- 2006年度新城勁爆頒獎禮 ——新城勁爆歌曲
- 2006年度新城勁爆頒獎禮 ——新城勁爆播放指數大獎
- 2006年度新城勁爆頒獎禮 ——新城勁爆年度歌曲大獎
- 2006年度四台聯頒音樂大獎 ——歌曲獎
- 2006年度RoadShow至尊音樂頒獎禮 ——至尊歌曲
- 2006年度SINA Music樂壇民意指數頒獎禮 ——新歌試聽 —全年最高收聽率
- 2006年度SINA Music樂壇民意指數頒獎禮 ——我最喜愛至尊金曲
- 2006年度勁歌金曲優秀選第三回 ——十首金曲

婚前的女人：
- 2006年度新城勁爆頒獎禮 ——新城勁爆歌曲
- 2006年度勁歌金曲優秀選第一回 ——十二首金曲

滄海遺珠：
- 2006年度十大勁歌金曲 ——最受歡迎合唱歌曲獎（銅獎）

愛你變成恨你：
- 2006年度叱吒樂壇流行榜頒獎典禮 ——專業推介 叱吒十大（第九位）
- 2006年度新城勁爆頒獎禮 ——新城勁爆卡拉OK歌曲
- 2006年度勁歌金曲優秀選第一回 ——十二首金曲

最佳損友：
- 2006年度十大勁歌金曲 ——十大勁歌金曲
- 2006年度新城勁爆頒獎禮 ——新城勁爆歌曲
- 第二十九屆十大中文金曲 ——十大中文金曲

愛與被愛：
- 2006年度新城勁爆頒獎禮 ——新城勁爆合唱歌曲
- 2006年度十大勁歌金曲 ——最受歡迎合唱歌曲獎（銀獎）

畫意
- 2007年度勁歌金曲優秀選第一回 ——十二首金曲

愁人節
- 2006年度叱吒樂壇流行榜頒獎典禮 ——專業推介 叱吒十大（第十位）

睡美人
- 2006年度新城國語力頒獎禮 ——新城國語力歌曲

大傻
- 2006年度SINA Music樂壇民意指數頒獎禮 ——新歌試聽 —最高收聽率歌曲（第二位）
- 2006年度勁歌金曲優秀選第三回 ——十首金曲

裙下之臣
- 2006年度新城勁爆頒獎禮 ——新城勁爆歌曲
- 2006年度勁歌金曲優秀選第三回 ——十首金曲

好兄弟
- 2006年度叱吒樂壇流行榜頒獎典禮 ——專業推介 叱吒十大（第四位）

我著十號
- 2006年度新城勁爆頒獎禮 ——新城勁爆原創廣告歌曲

富士山下
- 2006年度叱咤樂壇流行榜頒獎典禮 ——專業推介 叱吒十大（第二位）
- 2006年度SINA Music樂壇民意指數頒獎禮 ——新歌試聽 —最高收聽率歌曲（第六位）
- 2007年度勁歌金曲優秀選第一回 ——十二首金曲

情歌
- 2006年度TVB8金曲榜頒獎典禮 ——全球熱愛粵語歌曲
- 2006年度十大勁歌金曲 ——十大勁歌金曲
- 2006年度RoadShow至尊音樂頒獎禮 ——至尊歌曲
- 2006年度SINA Music樂壇民意指數頒獎禮 ——新歌試聽 —最高收聽率歌曲（第四位）
- 2006年度新城勁爆頒獎禮 ——新城勁爆歌曲
- 第二十九屆十大中文金曲 ——十大中文金曲
- 2006年度勁歌金曲優秀選第二回 ——十四首金曲

一刀兩斷：
- 2006年度新城勁爆頒獎禮 ——新城勁爆卡拉OK歌曲
- 2006年度勁歌金曲優秀選第三回 ——十首金曲

十分。愛：
- 2006年度新城勁爆頒獎禮 ——新城勁爆合唱歌曲
- 2006年度SINA Music樂壇民意指數頒獎禮 ——新歌試聽 —合唱歌曲獎
- 2006年度十大勁歌金曲 ——最受歡迎合唱歌曲獎（金獎）
- 2006年度RoadShow至尊音樂頒獎禮 ——至尊合唱歌曲

鬥苦：
- 2006年度新城勁爆頒獎禮 ——新城勁爆卡拉OK歌曲

花灑
- 2006年度新城勁爆頒獎禮 ——新城勁爆歌曲
- 2006年度勁歌金曲優秀選第二回 ——十二首金曲

Hurt So Bad:
- 2006年度TVB8金曲榜頒獎典禮 ——TVB8頻道金曲榜年度金曲獎
- 2006年度新城國語力頒獎禮 ——新城國語力歌曲
- 2006年度十大勁歌金曲 ——最受歡迎華語歌曲獎（金獎）

明知做戲：
- 2006年度RoadShow至尊音樂頒獎禮 ——至尊手機鈴聲

毫無保留
- 2006年度新城勁爆頒獎禮 ——新城勁爆跳舞歌曲
- 2006年度勁歌金曲優秀選第二回 ——十四首金曲

後窗知己：
- 2006年度SINA Music樂壇民意指數頒獎禮 ——新歌試聽 —最高收聽率歌曲（第十位）
- 2006年度新城勁爆頒獎禮 ——新城勁爆歌曲

滾：
- 2006年度新城勁爆頒獎禮 ——新城勁爆合唱歌曲
- 2006年度勁歌金曲優秀選第二回 ——十四首金曲

大喊包：
- 2006年度RoadShow至尊音樂頒獎禮 ——至尊合唱歌曲

三生有幸：
- 2006年度勁歌金曲優秀選第一回 ——十二首金曲

餘震：
- 2006年度新城勁爆頒獎禮 ——新城勁爆卡拉OK 歌曲
- 2006年度勁歌金曲優秀選第二回 ——十四首金曲

老地方：
- 2006年度新城國語力頒獎禮 ——新城國語力歌曲

## 外部連結
- Love07情歌集 樂壇獎門人 Yahoo!music （页面存档备份，存于）